# モン・クメール語派

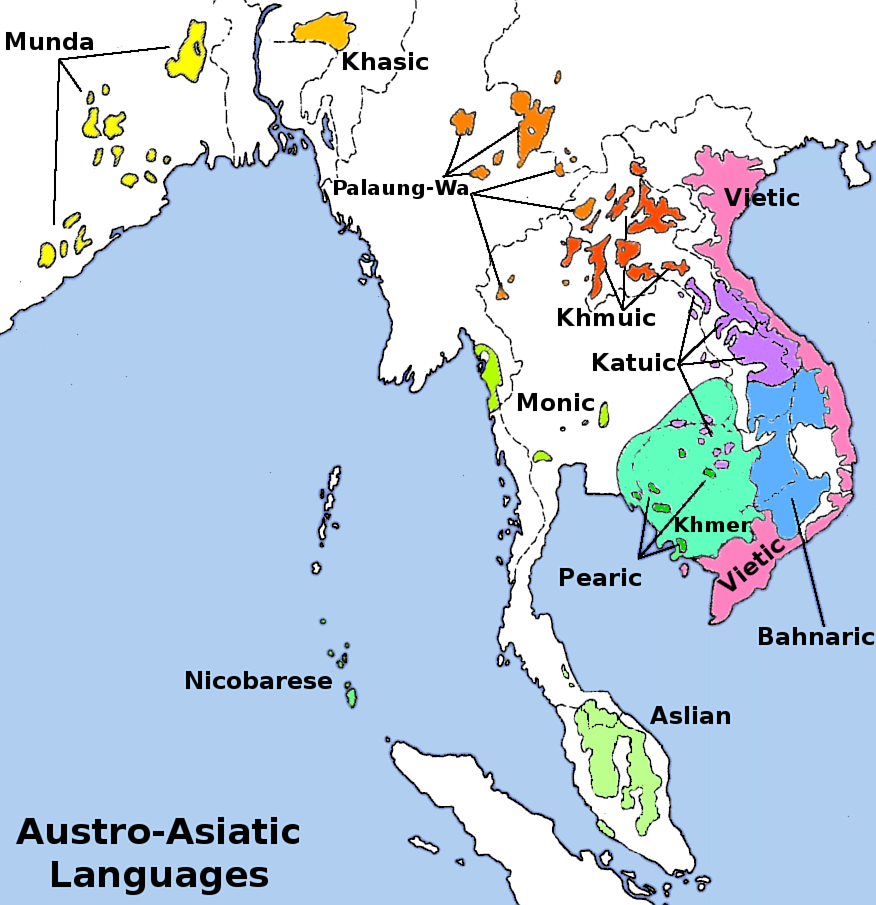
オーストロアジア語族の分布

モン・クメール語派（モン・クメールごは）はインドシナ半島とその周辺で用いられる一群の言語である。人口の多いものではベトナム語、クメール語、モン語などがあるが、これ以外は少数民族の言語である。この地方に現在多いタイ・カダイ語族やシナ・チベット語族よりも古くから用いられていた語群と考えられ、インドのムンダ語派とともにオーストロアジア語族を構成するとされる。しかしこの語派分類は近年再検討され、モン・クメール語派の範囲を狭めたり（Diffloth 2005）、完全に解体してムンダ語派と一緒にしたり（Peiros (1998)）する意見もある（オーストロアジア語族#下位分類も参照）。ベトナム語を含むベト・ムオン語群のみ声調言語であるが、これはタイ・カダイ語族や中国語の影響と考えられる。

## 分類
ほぼ Diffloth [1974、Encyclopedia Britannica] による分類に基づき、その後明らかになった言語も含む。
- 東部語群
  - クメール語（カンボジア、ベトナム南部、タイ北東部、話者約2千万人）
  - ペアール語群（英語版） Pearic （カンボジア南部：異説あり）
    - ペアール語（英語版） - （ペアール人（英語版））

  - バナール語群（英語版） Bahnaric （ベトナム、カンボジア、ラオス）
    - バナール語（英語版） - （バナール人）

  - カトゥ語群（英語版） Katuic （ラオス中部）
    - カトゥ語（英語版） - （カトゥ族（英語版）、チャンパ王国のミーソン聖域周辺）

  - ベト・ムオン語群（モン・クメール語派に含めずに、独立の語派とすることもある）
    - ベトナム語（ベトナム、約8千万人）
    - ムオン語
- 北部語群
  - カシ語 Khasic （インド・メーガーラヤ州）
  - パラウン語 Palaungic （サルウィン川上流域、ミャンマー・中国国境付近、タイ北部）
  - クム語（英語版） Khmuic （ラオス北部）
  - マン語（英語版） Mang （ベトナム、中国）
  - Palyu （中国）
- 南部語群
  - モン諸語（サルウィン川下流域、約100万人）
    - モン語

  - アスリ諸語 Aslian （マレー半島）
    - ジャハイ語（英語版） Jahaic
    - セノイ語（英語版） Senoic
    - 南アスリ語（英語版） Semelaic
    - en:Jah Hut language

  - ニコバル諸語（ニコバル諸島）
  - Bugan （中国）
  - Buxinhua （中国）
  - Kemiehua （中国）
  - Kuanhua （中国）